# APOP Kinyras Peyias
APOP Kinyras Peyias (Grego: Αθλητικός Ποδοσφαιρικός Ομιλος Πέγειας Κινύρας;Athletic Football Club Peyia Kinyras) foi um clube de futebol do Chipre. Sua sede ficava na vila de Peyia no distrito de Pafos. O clube foi fundado em 2003 após a fusão de dois clubes: APOP Peyias e o Kinyras Empas.

O nome do clube APOP significa Athlitikos Podosferikos Omilos Pegeias (Clube de Futebol Atlético Peyia) e Kinyras vem do místico rei Kinyras, fundador da cidade de Paphos.

Em 2007 o clube foi promovido à primeira divisão do futebol do Chipre ao ser campeão da segunda divisão.

## Títulos
- Segunda divisão do Chipre:
  - Campeão (2): 2005, 2007
- Terceira divisão do Chipre
  - Campeão (2): 2004